# Javier Cayuela
Javier Cayuela es un deportista español que compitió en vela en la clase Flying Dutchman. Ganó una medalla de plata en el Campeonato Europeo de Flying Dutchman de 2007.

## Palmarés internacional
| \| Campeonato Mundial \| Campeonato Mundial \| Campeonato Mundial \| Campeonato Mundial \| \| Año \| Lugar \| Medalla \| Clase \| \| ------------------ \| ----------------------- \| ------------------ \| ------------------ \| \| 2007 \| Los Alcázares ( España) \| Medalla de plata \| Flying Dutchman \| |                         |                  |                 |
| Campeonato Mundial |                         |                  |                 |
| Año | Lugar                   | Medalla          | Clase           |
| 2007 | Los Alcázares ( España) | Medalla de plata | Flying Dutchman |